# Nicolás Garai

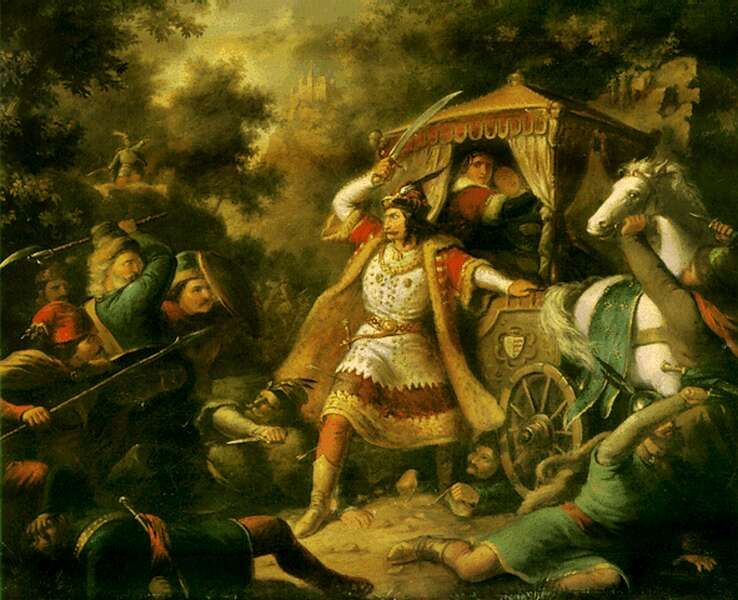
El nádor Garai defiende a la reina húngara Isabel Kotromanić y a su hija María. Obra de Mihály Kovács (1855)

Nicolás Garai (en húngaro:Garai Miklós) (1325 - 25 de julio de 1386) fue un noble húngaro del siglo XIV, padre de Nicolás Garai el joven, Nádor de Hungría (1366-1434).

## Biografía
Nicolás nació bajo el reinado de Luis I de Hungría en la región húngara de Gara, como hijo de Andrés Garai y de la hija de Ladislao Nevnai. A su temprana edad realizó tareas relacionadas con la regencia del reino, demostrando ser un personaje digno de gran confianza y cercano de la corona húngara. Al inicio de su carrera político-militar fue nombrado Ban de Moesia (1355-1375), periodo durante el cual creció su poder e influencia.
Posteriormente estableció una alianza con el duque Lazar de Serbia, a quien le dio su hija en matrimonio al hijo del noble serbio. De esta manera pronto Garai se convirtió en el aristócrata más rico y poderoso de los territorios del sur del Reino de Hungría, frecuentando en muchas ocasiones la corte del rey húngaro, entrando en contacto con la reina consorte de Hungría Isabel Kotromanić. Garai se convirtió en una gran influencia para la reina consorte, y probando su lealtad al rey fue nombrado nádor de Hungría en 1375, teniendo el cargo más alto después del rey. Cumpliendo sus servicios a la corona luchó contra los turcos otomanos en las guerras entre 1375 y 1377 conducidas por el rey Luis I. En estas mismas contiendas venció al voivoda de Valaquia quien reforzó su ejército con soldados búlgaros y turcos.
En 1376 consiguió alejar de la corte húngara a las poderosas familias Laczfy y Czudar, ganando así, cada vez más terreno político. Luego en 1379 tomó parte en las campañas militares contra Venecia y en las negociaciones de paz en 1381 fungió de embajador húngaro.
Luego de la muerte del rey húngaro Luis I en 1382 ascendió al poder como gran aliado de la reina viuda Isabel. La reina viuda y su pequeña hija María I de Hungría serían las nuevas figuras monárquicas en el reino, pues Isabel decidió no respetar el acuerdo compromiso matrimonial establecido por el fallecido rey Luis I de su hija María con Segismundo de Luxemburgo, un noble que vivió un par de años en la corte húngara. De esta manera, Isabel y Nicolás gobernaron el reino como regentes en nombre de la joven reina María hasta 1385. Sin embargo su enorme influencia pronto se vio opacada casi por completo luego de que el 31 de diciembre de 1385 una facción de la nobleza húngara liderizada por Juan Horváti trajo al rey Carlos III de Nápoles a suelo húngaro y coronado como Carlos II de Hungría. Carlos III era un Anjou pariente del fallecido rey húngaro y muchos nobles consideraron que traerlo sería una opción lógica y viable.
Desde luego, Nicolás Garai y la reina Isabel no estaban dispuestos a permitir que esto sucediese y el 24 de febrero de 1386 organizó el noble el asesinato del rey en su propio palacio. Luego de que el monarca huyese herido de muerte, el poder regresó nuevamente a Garai y a la reina Isabel, aunque el regreso de Segismundo de Luxemburgo lo alejó del poder.
En 1386 una serie de disturbios conducidos por el noble Juan Horváti y su hermano Pablo Horváti en el Sur de Hungría generaron cierto caos en el reino, ante lo cual las dos reinas viajaron personalmente para apaciguarlos. Durante el viaje el carruaje fue atacado y Nicolás Garai se dispuso a defenderlas, sin embargo, los rebeldes asesinaron a los guardias escoltas y tras un combate decapitaron al noble húngaro. La cabeza de Garai fue arrojada dentro del coche de las reinas a las cuales no lastimaron.
La ejecución de Nicolás Garai consiguió apaciguar a los rebeldes que protestaban por el asesinato de Carlos III de Nápoles y exigían la muerte de sus autores y las dos reinas fueron enviadas por Juan Horváti al castillo de Novigrad. Posteriormente María fue liberada por Segismundo, pero Isabel fue estrangulada enfrente a su hija tiempo antes por órdenes de Horváti.
Años después, su hijo Nicolás Garai el joven ocupó también el cargo de Nádor de Hungría (1402-1433).

## Hijos
El nombre de su esposa es desconocido. Tuvo dos hijos y tres hijas:
- Juan Garai, ispán de Temes y Pozsegai (1402-1417), bán de Ozora.
- Helena Garai, esposa del nádor Nicolás Széchy de Felsőlendva.
- Dorotea Garai, esposa de Nicolás Frangepán (+1432), bán de Croacia.[4]
- Isabel Garai, esposa de Simon Szécsényi (+1412).
- Nicolás Garai el joven,  conde palatino, cuñado de Segismundo de Luxemburgo.[5]